# 普里莫爾斯凱 (海尼切斯克區)
46°15′48″N 35°0′38″E / 46.26333°N 35.01056°E
普里莫爾斯凱（烏克蘭語：Приморське）是位於烏克蘭南部的村莊，由赫爾松州海尼切斯克區的海尼切斯克市镇負責管轄。該村始建於1922年，面積14.8平方公里，海拔高度15米，2001年人口70，人口密度每平方公里4.7人。